# Jełdos Żumakanow
Jełdos Archatowicz Żumakanow (ros. Елдос Архатович Жумаканов; ur. 29 sierpnia 1990) – kazachski judoka.
Zajął piąte miejsce na mistrzostwach świata w 2015 i 2021; uczestnik zawodów w 2017 i 2019. Startował w Pucharze Świata w latach 2011-2015. Brązowy medalista igrzysk azjatyckich w 2018. Zdobył pięć medali mistrzostw Azji w latach 2015 - 2021. Triumfował na MŚ wojskowych w 2013 roku.